# Ernst Gideon von Laudon
Ernst Gideon von Laudon (Ļaudona, Livadia, 2 de febrer de 1716 - Nový Jičín, 14 de juliol de 1790) fou un general austríac d'origen escocès.
Al servei de Rússia en la seva joventut, assistí al setge de Danzig (1734) durant la Guerra de Successió de Polònia, i prengué part en les campanyes de 1738 i 1739 contra els turcs. al signar-se la pau abandonà l'exèrcit rus, i davant la negativa de Frederic II no admetent-lo en les files prussianes, ingressà en l'exèrcit austríac. Capità del cos de voluntaris de Trenck, resultà ferit greument a l'Alsàcia (1744), malgrat això, el 1745, batallà a Silèsia contra els prussians i prengué part en la batalla de Hohenfriedberg.
Per aquest temps va contraure matrimoni i abraçà el catolicisme. Es distingí en la guerra dels Set Anys, essent ascendit al grau de mariscal de camp pel seu comportament a Hirschfeld (febrer de 1757) i condecorat amb la creu de l'orde per Maria Teresa. Després de la batalla de Kolin, causà grans pèrdues a lord Keith conferint-li el comandament del cos de tropes lleugeres, al front de les quals prengué part en l'acció de Rossabach. Ascendit a major general, batallà a Olmütz (juny de 1758) i a Hochkirch, mereixent la cessió de la finca de Kleinbetschwar (Bohèmia) i la gran creu de Maria Teresa, junt amb el títol de baró.
Per la primavera de 1759 menà un cos de 18.000 homes a Silèsia, distingint-se en la batalla de Kunersdorf de tal manera, que l'emperadriu de Rússia li regalà una preciosa daga. El 1760, al front de 36.000 homes, passà a Silèsia, derrotà (23 de juny) al general Fouqué a la batalla de Landeshut,, devastà Glatz (avui Klodzko) i posà setge a Breslau (avui Wrocław).
Acabades les conferències de Viena, marxà de bell nou (1761) a Silèsia amb una host de 60.000 homes que el 12 d'agost s'uní al rus; però les forces aliades foren derrotades per Frederic II a Bunzchvitz, després del qual Laudon prengué la important plaça de Schweidnitz. El 1769 fou governador de Moràvia, el 1778 lluità a Bohèmia contra el príncep Enric de Prússia, i el mateix any, prengué part en la guerra de Turquia defensant heroicament a Dobitza, prenent a Novi i, en la campanya de 1789, s'apoderà de Belgrad i Semendria.